# Знак лабиализации (буква грузинского письма)
Ჿ, ჿ (знак лабиализации) — дополнительная буква грузинского письма, использовавшаяся в абхазском языке в 1937—1954 годах, также используемая в транскрипции нахско-дагестанских языков.

## Использование
В абхазском алфавите на грузинской основе данная буква не соответствовала самостоятельному звуку, а обозначала лабиализацию предыдущего согласного.
Буква занимала 59-ю позицию в алфавите, а диграфы დჿ, თჿ, ჟჿ, ტჿ, შჿ, Ცჿ, ძჿ, წჿ, ჰჿ — 6-ю, 11-ю, 22-ю, 26-ю, 37-ю, 41-ю, 43-ю, 45-ю, 53-ю соответственно. После перевода абхазской письменности на кириллицу в 1954 году буква ჿ была заменена на ә, а диграфы დჿ, თჿ, ჟჿ, ტჿ, შჿ, Ცჿ, ძჿ, წჿ, ჰჿ — на дә, ҭә, жә, тә, шә, цә, ӡә, ҵә, ҳә соответственно.
В транскрипции нахско-дагестанских языков также используется для обозначения лабиализации, причём может употребляться как в грузинском варианте транскрипции, так и в латинском. Как правило, в этом качестве выглядит как знак-модификатор, по размерам чуть меньше основной буквы.

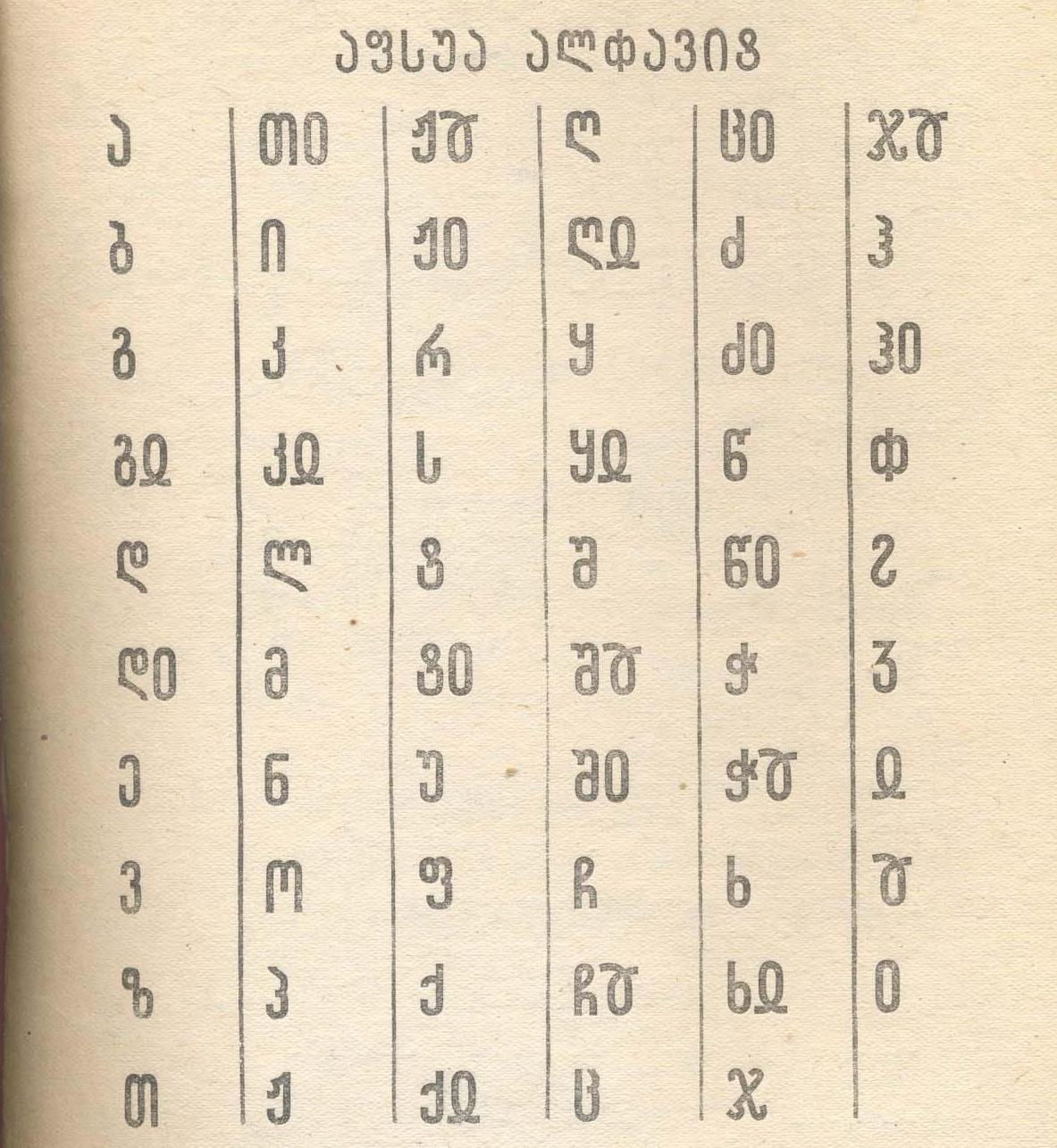
Абхазский алфавит 1937—1954 годов